# ۲۳۸ هیپاتیا
سیارک هیپاتیا ۲۳۸ (به انگلیسی: 238 Hypatia) دویست و سی و هشتمین سیارک کشف شده منظومه شمسی ‌است که یک سیارک کمربند اصلی بسیار بزرگ است و توسط ستاره شناس روسی ویکتور نور در ۱ ژوئیه ۱۸۸۴ و در برلین کشف شد. این سومین کشف از چهار سیارک وی بود. نام این سیارک به احترام هیپاتیا فیلسوف زن نوافلاطونی نامگذاری شده.
قدر مطلق سیارک برابر ۸٫۱۸ است. بر اساس طیف ، یک سیارک از نوع C طبقه بندی می شود و احتمالاً از مواد اولیه کربن تشکیل شده است.  مانند بسیاری از سیارک های این نوع ، سطح آن بسیار تیره رنگ است.